# Henry Bewley
Henry Bewley (* 4. Juli 1804 im County Dublin; † 28. Juni 1876 ebenda) war ein irischer Geschäftsmann, Philanthrop und Evangelist. Er vertrieb evangelische Traktate und gilt als ein Pionier des Guttapercha, eines flexiblen Naturstoffs.

## Leben
Geboren als fünfter von zehn Söhnen, hatte er auch drei Schwestern. Seine Eltern waren der Dubliner Quäker und Geschäftsmann Samuel Bewley und dessen Ehefrau Elizabeth Bewley, geb. Fayle. Ein älterer Bruder, der Henry genannt worden war, starb im Alter von nur zwei Jahren im Januar 1804. So wurde er, im Juli desselben Jahres geboren, nach seinem verstorbenen Bruder benannt.
Als Erwachsener erwarb er in Dublin ein großes Vermögen. Er betrieb eine Chemiefirma namens Bewley & Draper und verkaufte unter anderem Sodawasser, wobei er die Herstellungsverfahren optimierte. Darüber hinaus war er Teilhaber oder Eigentümer anderer Unternehmen. Dazu gehörten Druckereien wie die Dublin Steam Printing Co und das Dublin Tract Repository. Diese verbreiteten Hunderttausende religiöser Traktate in mehreren Sprachen. Er entwickelte ein großes Interesse an der Arbeit der Brüderbewegung Plymouth Brethren (deutsch „Plymouth-Brüder“) und unterstützte großzügig auch andere Organisation, die Frömmigkeit förderten oder wohltätig wirkten. Er erwarb die Dublin Metropolitan Hall, engagierte sich für den Bau der Merrion Hall und organisierte Versammlungen dort.

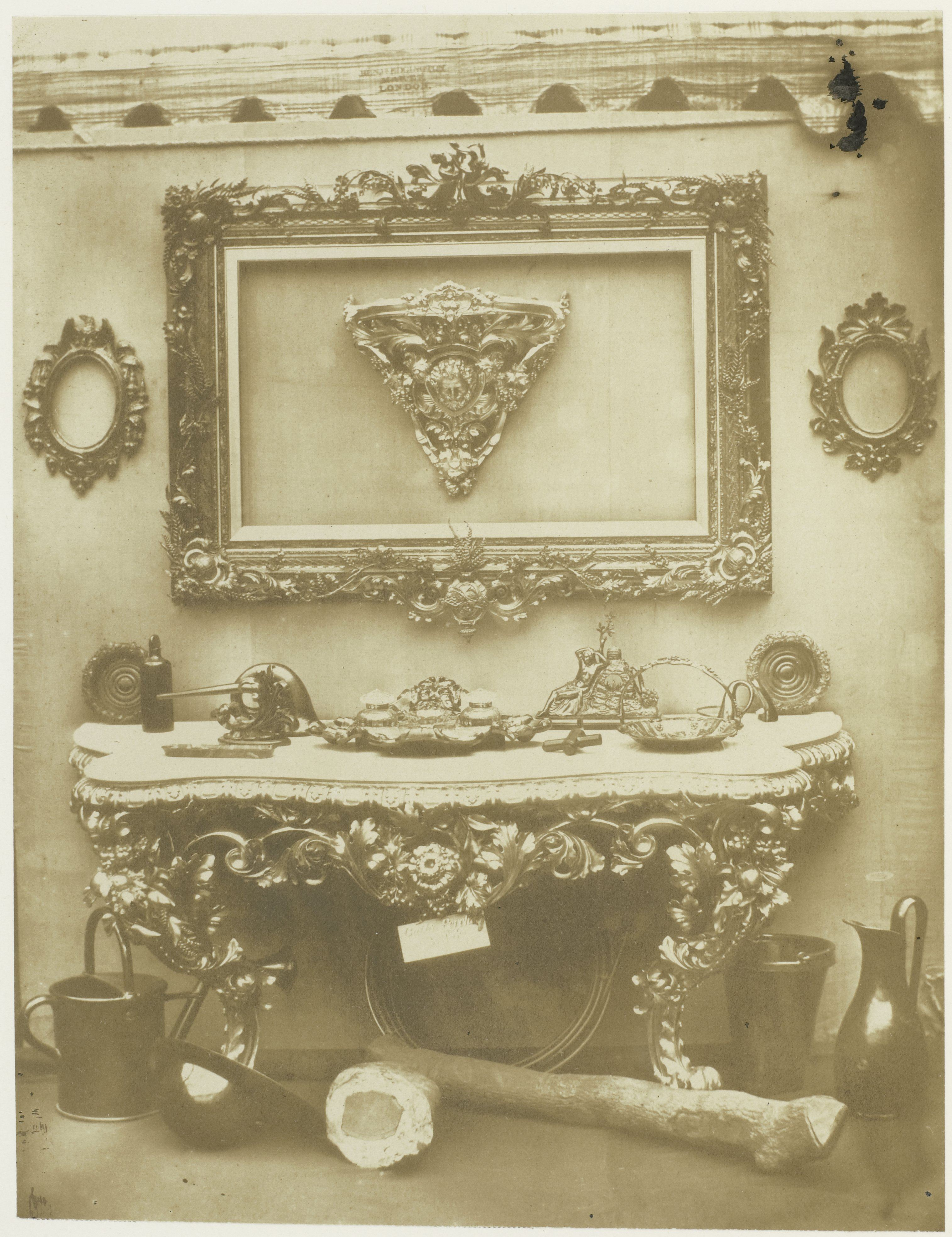
Von seiner Gutta Percha Company hergestellte Gebrauchsgegenstände aus Guttapercha (1851)

Am 4. Februar 1845 gründete er zusammen mit dem englischen Finanzier Samuel Gurney (1786–1856) im Londoner Stadtteil Stratford die Gutta Percha Company. Diese entwickelte Verfahren und die entsprechenden Maschinen zur Herstellung von Gebrauchsgegenständen aus Guttapercha (Bild). Dazu gehörten auch Schläuche sowie das damals neuartige Verfahren zum Aufbringen derselben auf Drähte als Isolierung. Daraus entstand das Hauptgeschäft des Unternehmens, die Herstellung von Untersee-Telegrafenkabeln. In den Jahren 1850 und 1851 lieferte seine Firma ein jeweils über 35 km langes mit Guttapercha isoliertes Kabel an die Submarine Telegraph Company, die es im gescheiterten ersten Versuch 1850 und im geglückten zweiten Versuch 1851 durch den Ärmelkanal verlegte.
Am 7. April 1864 fusionierte die Gutta Percha Company mit der Glass, Elliot & Co und bildete die Telegraph Construction and Maintenance Company (Telcon), die bis 1959 bestand und viele Jahrzehnte lang weitere Nachrichtenkabel verlegte.
Seine erste Frau, Elizabeth Rowntree aus Scarborough, die er am 2. Januar 1833 geheiratet hatte, starb am 19. Oktober desselben Jahres. Am 25. November 1835 heiratete er Anne Pike (1814–1891) aus der Grafschaft Tyrone. Ihr erstes Kind, eine Tochter, starb 1844 im Alter von nur fünf Jahren. Ein Sohn starb 1841 bei der Geburt und eine Tochter starb 1844 bei der Geburt. Ein weiterer Sohn, Joseph Henry Bewley, starb 1856 im Alter von 14 Jahren. Sein Sohn Henry Theodore Bewley (1860–1945) überlebte, ebenso wie zwei weitere Töchter, Sophia Elizabeth Bewley Pease (1844–1924) und Sophia Bewley (1846–1929).
Henry Bewley wurde 71 Jahre alt. Er wurde auf dem Mount Jerome Friedhof in Dublin beigesetzt.